# Casa Reynés
La Casa Reynés o Casa Raimundo Reynes és un habitatge amb una paret mitgera i dues façanes al municipi de Cardedeu (Vallès Oriental) protegit com a bé cultural d'interès local. Es tracta de la reforma d'una antiga casa de l'any 1899. La façana està arrebossada i és de factura neoclàssica. La casa Reynes és un cas típic del fenomen de remodelació de façanes dins dels estils imperants de finals del s. XIX. La casa no deuria ser molt antiga, perquè la carretera de Caldes s'obrí l'any 1864, data que suposa el començament d'urbanització d'aquesta via.